# Yosemite Valley (California)
Yosemite Valley es un lugar designado por el censo ubicado en el condado de Mariposa en el estado estadounidense de California. En el año 2000 tenía una población de 265 habitantes y una densidad poblacional de 48.2 personas por km².

## Geografía
Yosemite Valley se encuentra ubicado en las coordenadas 37°44′36″N 119°34′33″O / 37.74333, -119.57583. Según la Oficina del Censo, la ciudad tiene un área total de 5,5 km² (2,1 mi²), de la cual 5,5 km² (2,1 mi²) es tierra y 0 km² (0 mi²) (0%) es agua.

## Demografía
Según la Oficina del Censo en 2000 los ingresos medios por hogar en la localidad eran de $58,393, y los ingresos medios por familia eran $61,750. Los hombres tenían unos ingresos medios de $48,542 frente a los $24,524 para las mujeres. La renta per cápita para la localidad era de $28,414. Nadie del total de la población estaba por debajo del umbral de pobreza.